# 105 (numero)
Centocinque è il numero naturale dopo il 104 e prima del 106.

## Proprietà matematiche
- È un numero dispari.
- È un numero composto, con i seguenti divisori: 1, 3, 5, 7, 15, 21, 35, 105. Poiché la somma dei divisori (escluso il numero stesso) è 87 < 105 è un numero difettivo.
- È un numero sfenico.
- Insieme a 104, forma una coppia Ruth-Aaron, cioè una coppia di numeri consecutivi la cui somma dei fattori primi presi senza tener conto dell'esponente è uguale: 104 = 2 + 13 = 15; 105 = 3 + 5 + 7 = 15.
- È un numero triangolare, la somma dei numeri da 1 a 14.
- È un numero dodecagonale.
- È un numero nontotiente.
- È un numero idoneo.
- È parte delle terne pitagoriche (36, 105, 111), (56, 105, 119), (63, 84, 105), (88, 105, 137), (100, 105, 145), (105, 140, 175), (105, 208, 233), (105, 252, 273), (105, 360, 375), (105, 608, 617), (105, 784, 791), (105, 1100, 1105), (105, 1836, 1839), (105, 5512, 5513).
- È un numero palindromo nel sistema di numerazione posizionale a base 4 (1221), a base 8 (151) e a base 20 (55). in quest'ultimo caso è anche un numero a cifra ripetuta.
- È un numero fortunato.
- È un numero intero privo di quadrati.
- È un numero malvagio.

## Astronomia
- 105P/Singer Brewster è una cometa periodica del sistema solare.
- 105 Artemis è un asteroide della fascia principale del sistema solare.
- NGC 105 è una galassia spirale della costellazione dei Pesci.

## Astronautica
- Cosmos 105 è un satellite artificiale russo.

## Chimica
È il numero atomico del Dubnio (Db).